# Steve Loter
Steve Loter (...) è un animatore e sceneggiatore statunitense, direttore e produttore di serie d'animazione.
Loter è spesso conosciuto per essere il produttore e direttore di Kim Possible, Brandy & Mr. Whiskers, American Dragon: Jake Long e Happy Monster Band, ma ha anche diretto Buzz Lightyear da Comando Stellare e La leggenda di Tarzan. Ha anche collaborato per alcuni episodi di serie come The Ren and Stimpy Show , Duckman, Stressed Eric e  Kevin Smith's Clerks The Animated Series.